# Farman MF.7

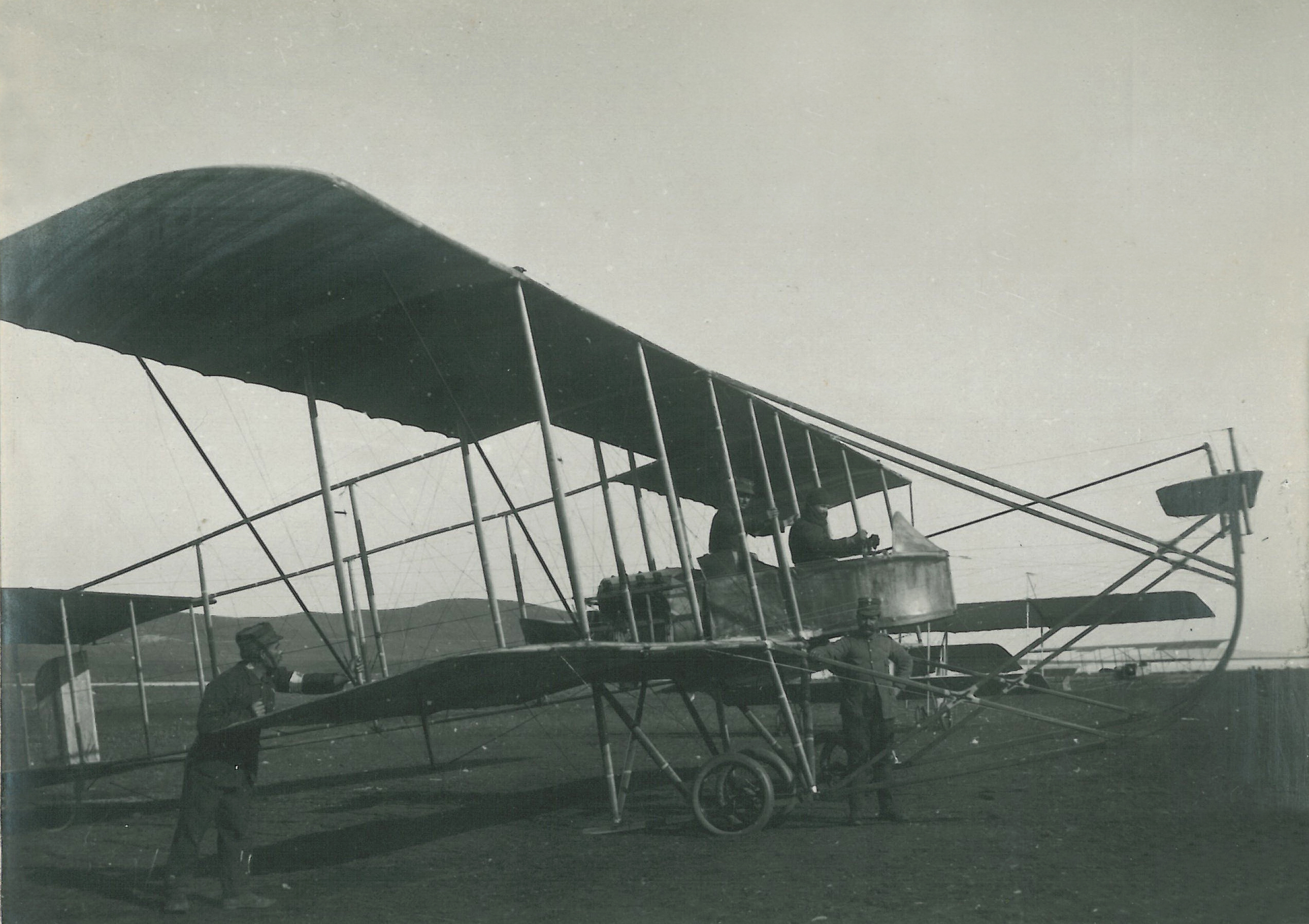
Biplan MF.7 Longhorn, au Preveza en 1912

Le Farman MF.7 Longhorn est un avion de reconnaissance français monomoteur conçu par Maurice Farman en 1912 et mis en service au début de la Première Guerre mondiale. C’est un MF.2 doté d’un train renforcé. Il est surnommé "Longhorn" par les anglais qui le produisent sous licence pendant la guerre en 1915 sous la dénomination S11. Il est remplacé par le Farman MF.11.

## Historique

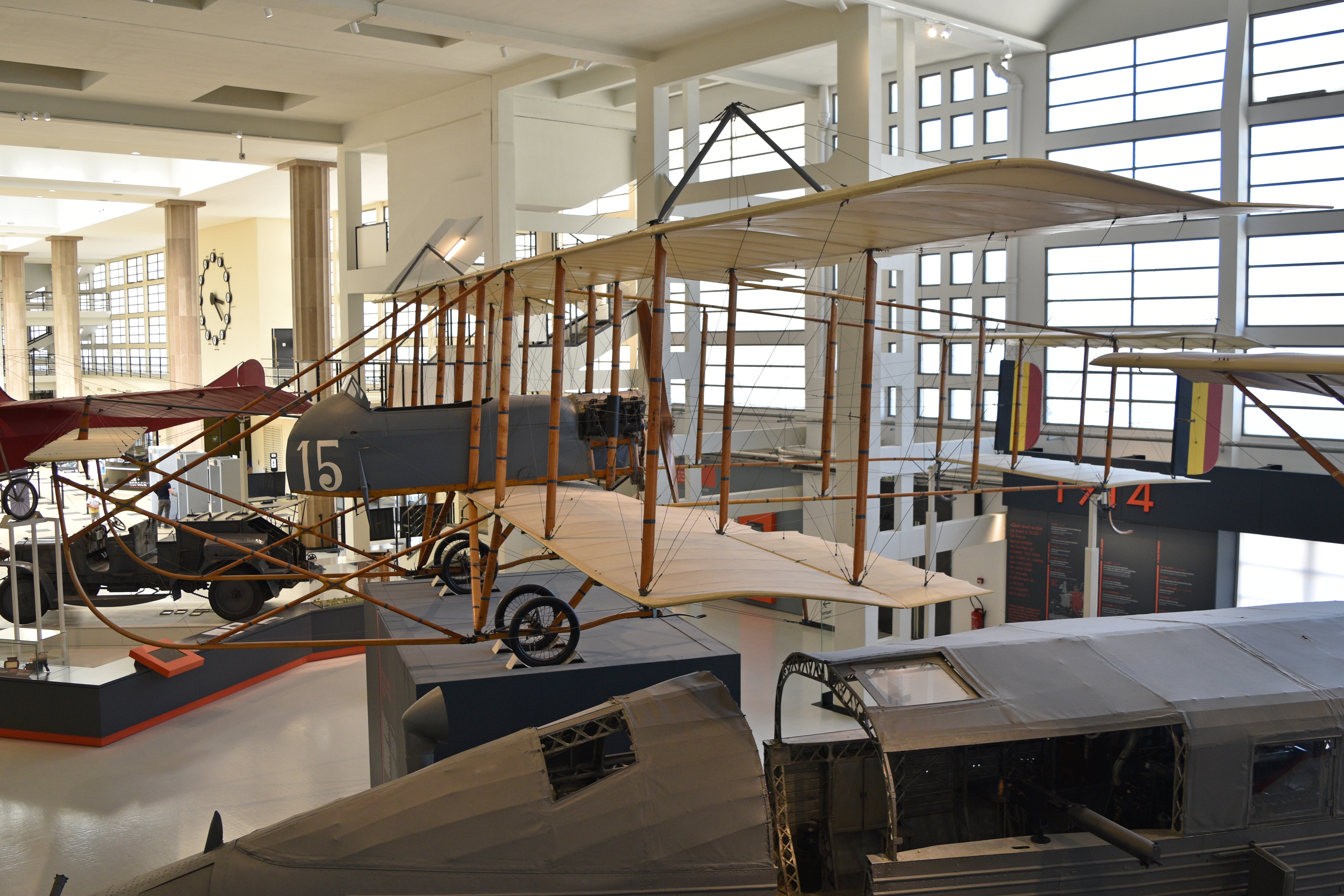
Farman MF.7 Longhorn ‘15’ au Musée de l'air et de l'espace, Le Bourget

Le 14 août 1914 à 17 h 30, deux Farman MF.7 décollent de l'aérodrome de Verdun pour une mission de reconnaissance et de bombardement de Metz, alors une place forte allemande. Sous un feu nourri de l'artillerie allemande, ils parviennent à bombarder le hangar de Frescaty. Le hangar et deux zeppelins sont détruits. Ils atterrissent à Verdun à 19 h 50, sans dommage. Cette action est le premier bombardement effectué par l'aviation française au cours de la Première Guerre mondiale.

## Prototypes et variantes
Maurice Farman types 7 – 1914 et 1915
| Type             | MF-7                                   | MF-7bis                     | MF-7bis                    | MF-7bis                    | MF-7ter                    |
| ---------------- | -------------------------------------- | --------------------------- | -------------------------- | -------------------------- | -------------------------- |
| Type Armée       | I                                      | II et III (double commande) | IV et V                    | Hydravion                  | Civil                      |
| Longueur         | 11,50 m                                | 11,50 m                     | 11,50 m                    | 9,50 m                     | 9,50 m                     |
| Envergure        | 15,50 m                                | 15,50 m                     | 15,50 m                    | 17,90 m                    | 15,50 m                    |
| Surface portante | 60 m²                                  | 60 m²                       | 60 m²                      | 65 m²                      | 60 m²                      |
| Moteur           | V8 Renault 70 ch ou V12 Sunbeam 100 ch | V8 Renault 70 ch            | V8 De Dion Bouton 80 ch    | V8 Renault 70 ch           | V8 Renault 70 ch           |
| Poids à vide     | 580 kg                                 | 610 kg                      | 630 kg                     | 690 kg                     | 560 kg                     |
| Poids maximal    | 855 kg                                 | 895 kg                      | 885 kg                     | 910 kg                     | 860 kg                     |
| Vitesse          | 95 km/h                                | 90 km/h                     | 95 km/h                    | 85 km/h                    | 100 km/h                   |
| Production       | 2000 exemplaires en France             | 2000 exemplaires en France  | 2000 exemplaires en France | 2000 exemplaires en France | 2000 exemplaires en France |

## Répartitions dans les unités
- France : armée de l'air
- Norvège : 60 avions jusqu'à la fin des années 1920
- Royaume-Uni : Royal Air Force escadrons 2, 3, 4, 9, 14, 16, 19, 23, 24, 25, 29, 30, 65.
- Et huit autres pays dont l'Australie, l'Italie, et la Belgique.